# Loxophlebia imitata
Loxophlebia imitata är en fjärilsart som beskrevs av Druce 1884. Loxophlebia imitata ingår i släktet Loxophlebia och familjen björnspinnare. Inga underarter finns listade i Catalogue of Life.